# Академічна конференція з реформи білоруського правопису та абетки
Академічна конференція з реформи білоруського правопису та абетки (біл. Акадэмічная канфэрэнцыя па рэформе беларускага правапісу й азбукі; Akademičnaja kanferencyja pa reformie biełaruskaha pravapisu j azbuki) — це конференція, організована Інститутом білоруської культури, яка відбулася в Мінську 14—21 листопада 1926 року.

## Історія
Конференція стала значною науковою подією та важливою політичною подією в житті БРСР. Відповідно до намірів більшовицького керівництва, воно мало продемонструвати світові єдність між КП(б)Б, західно-білоруським національним рухом та політичною еміграцією. Сама КП(Б) виступала своєрідним ініціатором і гарантом конференції, гарантом єдности між усіма течіями білоруського національного руху. Ця роль визначалася впливом на політику партії активних активістів лівого крила білоруського національного руху (А. Адамович, З. Жилунович, В. Ігнатовський, А. Червяков та ін.), які згодом приєднались до більшовиків, стали частиною правлячої партії та радянської влади. З цієї причини, а також впливу політики білорусизації, багато західно-білоруських активістів та емігрантів сприймали цю роль партії як об'єктивну необхідність, найменше зло, як явище, яке не потребує політичного чи наукового обґрунтування. У той же час комуністичне керівництво намагалося передбачити можливу подібну конференцію на заході. Володимир Ігнатовський засвідчив, що мінська ініціатива «політично виступила проти конференції, організованої на Заході». Партійне керівництво Мінська зробило все, щоб передбачити білоруську еміграцію у проведенні такого з'їзду.
Весь курс підготовки та проведення Академічної конференції був під пильною увагою ЦК ВКП(б). Список запрошених учасників був погоджений з ГПУ.
У день відкриття Мінськ виглядав святково: вивішувались прапори (у тому числі кілька біло-червоно-білих), працювали агітаційні машини з плакатами, присвяченими досягненням білорусизації. На підприємствах та в установах відбулись урочисті мітинги та мітинги, на які були запрошені учасники конференції. Республіканські газети на перших сторінках містили біографії учасників конференції, вітальні телеграми від білорусів з інших країн, резолюції мітингів та інші. Конференції супроводжувались низкою політичних, соціальних та культурних заходів білоруського національного характеру. Для іноземних гостей була підготовлена велика культурна програма, витрачені кошти на організацію зустрічей, бенкетів та ін.
Під час церемонії відкриття конференції були прочитані телеграми А. Луцкевича, Р. Островського та Б. Тарашкевича, щоб продемонструвати духовну присутність західно-білоруських активістів, які не могли приїхати до Мінська через не видачу паспортів польською владою. Про політичний характер конференції свідчить той факт, що керівниками білоруських національних центрів з Литви та Латвії Ластовським та Єзовітовим були призначені головами наукових комісій: графічної та правописної.
У день відкриття конференції в червоній залі їдальні центрального робітничого кооперативу була організована урочиста вечеря, у якій взяли участь керівники партії та уряду республіки. Конференція була приурочена до святкування 20-річчя творчості Я. Коласа, відкриття 2-го Державного театру у Вітебську та інших. Почесними гостями цих заходів були іноземні учасники конференції. В останній день конференції в мінському клубі Маркса відбувся концерт білоруської музики, на початку якого оркестр виконав так звану «Білоруську марселезу» після Міжнародної.

### Наслідки
Нотатки про конференцію незабаром почали з'являтися в іноземній пресі. Варшавська газета «Słowo» писала 12 грудня 1926 року:
Місцева радянська та партійна влада зробили все, що в їх силах, щоб надати конференції політичного забарвлення, звичайно, настільки, наскільки це було можливо стосовно філологічної конференції.
Водночас партійна влада залишалася незадоволеною конференцією. У грудні ЦК ВКП(б) повідомив: «Конференція виявила націоналістичні пристрасті в деяких групах білоруської інтелігенції». На користь цього твердження свідчили наступні факти: винесення портрета Леніна, відсутність прапора СРСР, теплий прийом Ф. Аляхновича, питання білоруського латинського альфабету, Балицький у своїй промові не виявив ролі партія та інші.
Я. Райніс так описав конференцію на сторінках латвійської газети «Social-Demokrat»: «Національне пробудження Білорусі настільки сильне, що затьмарює всі інші духовні інтереси білорусів, охоплених чудовою національною екзальтацією».
Вражені конференцією, думки В. Ластовського про БРСР змінились. Ластовський не тільки вирішив переїхати до БРСР, але й закликав усіх білоруських активістів за кордоном наслідувати його приклад. В. Жилка та Ф. Аляхнович також вирішили переїхати до БРСР. У той же час всі вони стали жертвами сталінських репресій через кілька років, у результаті Ластовський і Жилко загинули, а Алехнович був обмінений на Броніслава Тарашкевича, якого також згодом вбила радянська влада.

## Учасники

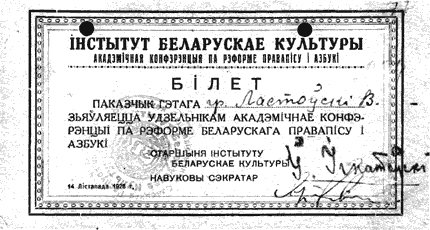
Квиток В. Ластовського, учасника конференції

У конференції взяли участь 69 осіб з правом вирішального голосу. Це члени Інбелкульта, викладачі Білоруського державного університету, Білоруського комуністичного університету, Горьківської сільськогосподарської академії, представники літературних об'єднань БССР, а також запрошені фахівці РРФСР, УРСР та за кордоном: П. Растаргуєв — професор Мащерков Ленінградський університет, Ю. Лазаревич — співробітник білоруської секції Смоленської губернської катедри народної освіти, М. Фасмер — професор Берлінського університету, Юзеф Голомбак — доцент Варшавського університету, Й. Райніс — народний поет Латвії, В. Ластовський — редактор журналу «Крывіч» (Литва), В. Пігулевський — директор Білоруської гімназії Латвія), В. Жилка — редактор журналу «Прамень» (Чехословаччина), К. Езавітау — редактор газета «Голас беларуса» (Латвія).

## Праця
Робота конференції проходила на пленарних засіданнях та в комісіях. Язеп Льосік і П. Растаргуєв виступили з доповідями про реформу білоруського алфавіту. Льосік запропонував записати звуки /d͡z̞/ і /d͡ʐ/ з д i ж з діакритичними знаками зверху — дˇ, ӂ, а вибуховий звук /g/, як в українській мові, позначити літерою ґ з хвостом на праворуч, піднятим вгору; замість літери й вести літеру j i поєднання приголосного j з голосними з э, о, у, а і позначте літерою j з відповідною голосною — jэхаць, jолка, jунак, мaja, a літери е, ё, ю, я залишати для позначення відповідного голосного звуку та м'якости попередньої приголосної — лес, нёс, людзі, мяса. Льосік також запропонував замінити літеру э на літеру є, а літеру ы на літеру и.
Растаргуєв запропонував передавати африкати дз i дж літерами з сербського алфавіту — ђ (ђед), ћ (хаћу), а літеру й замінити на літеру j і використовувати в тих випадках, як запропоновано Я. Льосіком.
Пропозицію замінити літеру э на літеру є, а літеру ы на літеру и було відхилено. Для більш детального розгляду пропозицій була створена Графічна комісія, яка вирішила замінити диграфи дз і дж сербськими літерами — ђ і ћ; замінити літеру й літерою j і використовувати її для позначення середньопіднебінного звуку /j/, залишаючи літери е, ё, ю, я лише для голосних звуків та м'якости попереднього приголосного звуку.
Були заслухані доповіді Я. Льосіка та С. Некрашевича про реформу білоруського правопису. Льосік запропонував письмово легалізувати повне акання, тобто будь-який голосний верхнього підняття після твердого приголосного передати літерою а (баранава́ць, дапо́), а після м'якої приголосної — літеру я (пяцярня́, лягкаду́мны, пяракулі́ць). Приголосні звуки слід писати за фонетичним принципом, за винятком закінчень (казьба від «касіць», ношка від «нага», але: рог, воз) та звуків /j/, /w/, якщо вони стоять окремо (сполучник, прийменник) або на початку слова після голосної— через і, у. Позиційна м'якість приголосних не позначається м'яким знаком (каменне, снег, а не каменьне, сьнег), а в іменниках і прикметниках в кінці не під наголошенням замість літери е слід писати літеру і (у лесі, леваі рукі).
Степан Некрашевич, зазначивши основні вади правописної реформи, запланованої Льосіком, запропонував зробити правописом граматику Б. Тарашкевича (його «Білоруська граматика для шкіл» до цього часу була чи не єдиним підручником), щоб спростити такі зміни: голосні верхнього ряду після м'яких приголосних у першому попередньо наголошеному складі, який проходить через я, а у всіх інших ненаголошених складах — через e (вясна́, але веснавы́), а в іноземних словах після твердих приголосних не під наголошенням слід, а лише етамологічний звук o (камісія, але дэпо). Частинка не і прийменник без пишуться з літерою е, а слово няма і няхай пишеться з літерою я.
Після обговорення доповідей питання ортографічної реформи було передано спеціально створеній Правописній комісії, яка розглянула пропозиції доповідачів та учасників конференції та більшістю голосів прийняла таке рішення: поширення фонетичного принципу на написання приголосних не розглядати, а голосні верхнього ряду після м'яких приголосних передаються на письмі через я лише у першому попередньо наголошеному складі: частку не й прийменник без писати через е; слова няхай і няма писати через я і звук /j/ після голосних в окремому вживанні або на початку слова писати через і, а звук /w/ — через ў.
Вступні доповіді з інших питань білоруського мовознавства та літератури «Сучасны стан вывучэньня беларускае мовы» С. Некрашевича, «Становішча беларускае мовы сярод іншых славянскіх моваў» П. Бузука, «Асноўныя этапы разьвіцьця новай беларускай літаратуры» М. Піятуховича, «Нацыянальны адраджанізм і пасьлякастрычніцкі пэрыяд» М. Гарецького, «Дасьледаваньне беларускай літаратуры XIX в. да 1863 г.» Ю. Голомбак, «Паэтычнае мастацтва ў беларускай літаратуры» А. М. Вознесенського.

## Значення
Прийняті конференцією резолюції про реформу білоруського правопису та графіки не набрали чинности, але деякі з них згодом були враховані при розробці ортографічних проєктів 1930 і 1933 років. На початку кампанії з розкриття націон-демократизму (кінець 1920-х рр.) Конференцію характеризували як з'їзд білоруських націоналістів та «контрреволюціонерів». Пізніше багато учасників були незаконно репресовані.